# Футбольный матч Шотландия — Англия (1872)
Футбольный матч Шотландия — Англия (1872) — первый официальный международный футбольный матч, сыгранный между национальными сборными Шотландии и Англии 30 ноября 1872 года на стадионе Западного шотландского крикетного клуба — «Гамильтон Кресент» (Партик, Глазго). Матч, за которым наблюдали 4000 зрителей, завершился нулевой ничьей.

## Перед матчем
После появления Футбольной ассоциации (ФА) в 1863 году футбольные активисты Англии и Шотландии начали добиваться проведения между этими сборными первого международного матча. Дело дошло до беспорядков в Глазго и Эдинбурге. В конце концов, секретарь ФА принял решение провести 5 товарищеских матчей между Англией и Шотландией.
5 марта 1870 года была сыграна первая товарищеская встреча между национальными сборными Шотландии и Англии. Она завершилась ничьей — 1:1. Оставшиеся 4 матча ни разу не завершились победой шотландцев:
- 19 ноября 1870. Англия 1:0 Шотландия
- 25 февраля 1871. Англия 1:1 Шотландия
- 18 ноября 1871. Англия 2:1 Шотландия
- 24 февраля 1872. Англия 1:0 Шотландия

Однако все вышеперечисленные матчи не были официально признаны ФИФА, так как сборная Шотландии в этих матчах была представлена игроками, которые, хоть и были шотландцами, но проживали непосредственно в Лондоне, где все эти матчи и проводились.

## Отчёт о матче
| Шотландия | 0:0     | Англия |
| --------- | ------- | ------ |
|           | (отчёт) |        |

| Шотландия | Англия |

| Вр  |  | Роберт Гарднер (Куинз Парк) (капитан) |
| Защ |  | Уильям Кер (Куинз Парк)               |
| Защ |  | Джозеф Тейлор (Куинз Парк)            |
| Хав |  | Джеймс Томсон (Куинз Парк)            |
| Хав |  | Джеймс Смит (Куинз Парк)              |
| Нап |  | Роберт Смит (Куинз Парк)              |
| Нап |  | Роберт Леки (Куинз Парк)              |
| Нап |  | Алекс Райнд (Куинз Парк)              |
| Нап |  | Билли Маккиннон (Куинз Парк)          |
| Нап |  | Джерри Уир (Куинз Парк)               |
| Нап |  | Дэвид Уотерспун (Куинз Парк)          |

| Вр  |  | Роберт Баркер (Хартфордшир Рейнджерс)          |
| Защ |  | Харвуд Гринхалш (Ноттс Каунти)                 |
| Хав |  | Реджиналд Уэлч (Уондерерс)                     |
| Нап |  | Фредерик Чаппелл (Оксфорд Юниверсити)          |
| Нап |  | Уильям Мейнард (Ферст Сарри Райфлз)            |
| Нап |  | Джон Брокбэнк (Кембридж Юниверсити)            |
| Нап |  | Чарльз Клегг (Шеффилд Уэнсдей)                 |
| Нап |  | Арнолд Керк Смит (Оксфорд Юниверсити)          |
| Нап |  | Катберт Оттауэй (Оксфорд Юниверсити) (капитан) |
| Нап |  | Чарльз Ченери (Кристал Пэлас)                  |
| Нап |  | Чарльз Морис (Барнс)                           |

Расшифровка позиций:
- Вр = Вратарь
- Защ = Защитник
- Хав = Хавбек
- Нап = Нападающий